# Österreichische Meisterschaften im Biathlon 2011
Die Österreichischen Meisterschaften im Biathlon 2011 begannen am 10. September 2010 in Hochfilzen mit dem Einzelwettkampf auf Skirollern. Die weiteren Wettbewerbe werden im Winter 2011 auf Schnee ausgetragen.

## Männer

### Einzel mit Skiroller 20 km
| Platz | Starter              | Verein                    | Zeit      | Schießfehler |
| ----- | -------------------- | ------------------------- | --------- | ------------ |
| 1     | Christoph Sumann     | Union Frojach/Katsch      | 48:14.8   | 0-2-0-0      |
| 2     | Simon Eder           | HSV Saalfelden            | + 2:43.5  | 0-1-0-2      |
| 3     | Sven Grossegger      | HSV Saalfelden            | + 3:09.2  | 2-1-0-0      |
| 4     | Fritz Pinter         | SC St. Ulrich a. P.       | + 3:55.4  | 1-0-0-3      |
| 5     | Dominik Landertinger | HSV Hochfilzen            | + 4:27.4  | 2-1-3-0      |
| 6     | Michael Hauser       | USC Altenmarkt-Zauchensee | + 4:44.3  | 1-0-1-2      |
| 7     | Michael Reiter       | USC Altenmarkt-Zauchensee | + 5:43.2  | 0-2-0-3      |
| 8     | Daniel Mesotitsch    | Sportunion Rosenbach      | + 5:45.4  | 0-1-2-2      |
| 9     | Tobias Eberhard      | HSV Saalfelden            | + 6:21.1  | 2-2-1-1      |
| 10    | Julian Eberhard      | HSV Saalfelden            | + 6:43.5  | 1-2-0-3      |
| 11    | Mario Drescher       | SC Rottenmann             | + 7:03.0  | 1-0-0-0      |
| 12    | Martin Mesotitsch    | Sportunion Rosenbach      | + 7:21.1  | 1-1-3-1      |
| 13    | Andreas Schwabl      | SC Leogang                | + 8:59.6  | 1-0-0-2      |
| 14    | Michael Hörl         | HSV Saalfelden            | + 15:44.0 | 2-2-2-2      |

Datum: 10. September 2010

Ort: Hochfilzen
Am Start waren 14 Athleten. Das Rennen der Junioren mit zehn Teilnehmern gewann Bernhard Leitinger.

## Frauen

### Einzel mit Skiroller 15 km
| Platz | Starter         | Verein               | Zeit     | Schießfehler |
| ----- | --------------- | -------------------- | -------- | ------------ |
| 1     | Anna Hufnagl    | WSV Windischgarsten  | 50:37.5  | 0-0-2-0      |
| 2     | Ramona Düringer | WSV Andelsbuch       | + 47.7   | 1-2-2-2      |
| 3     | Kerstin Muschet | Sportunion Rosenbach | + 1:42.4 | 3-3-1-1      |

Datum: 10. September 2010

Ort: Hochfilzen
Am Start waren drei Frauen. Das Rennen der Juniorinnen mit vier Teilnehmerinnen gewann Katharina Innerhofer.